# Livsvidenskab
Livsvidenskab (engelsk: life science) betegner bredt den gren af naturvidenskaben, der beskæftiger sig med liv, og den står således i modsætning til de fysiske videnskaber, der ikke beskæftiger sig med liv.
| Naturvidenskab | Spire Denne naturvidenskabsartikel er en spire som bør udbygges. Du er velkommen til at hjælpe Wikipedia ved at udvide den. |